# グレッグのダメ日記 (2021年の映画)
『グレッグのダメ日記』（原題: Diary of a Wimpy Kid）は、2021年に配信されたコンピュータアニメーションのコメディ映画。本作は20世紀アニメーション初となるウォルト・ディズニー・ピクチャーズが製作された作品である。2021年12月3日からDisney+で配信が開始された。

## ストーリー
主人公のグレッグは豊かな想像力を持つ野心家で、将来は著名な富豪になるという大きな夢を抱えながら中学生活の初日を迎えた。しかし、校庭に堕ちたカビチーズに触れると汚物として扱われる"チーズえんがちょ"をはじめ中学生活は過酷であった。大した努力を経ずに何でもこなせる親友ロウリーと共にグレッグは日々を過ごし、日常を日記に綴る中で、ロウリーへの感謝の気持ちや正しいことをやり抜く満足感といった人生の要素を学んでいく。

## キャッチコピー
- 「新たな学校。"チーズえんがちょ"再び」

## キャスト
※括弧内は日本語吹替。
声の出演
- グレッグ・ヘフリー - ブレイディ・ヌーン（英語版）[1]（櫻井優輝）
- ロウリー・ジェファーソン - イーザン・ウィルアム・チルドレス（山崎智史）
- フランク・ヘフリー - クリス・ディアマントポロス（佐藤美一）
- スーザン・ヘフリー - エリカ・セラ（斉藤梨絵）
- マニー・ヘフリー - グレイセン・ニュートン（木村新汰）
- ロドリック・ヘフリー - ハンター・ディロン（室伏佑哉）